# Mainland (Shetland)
Pour les articles homonymes, voir Mainland.
Mainland est l'île principale de l'archipel des Shetland. Elle a une superficie de 970 km2 ce qui en fait la troisième plus grande île écossaise et la cinquième des Îles Britanniques (après la Grande-Bretagne, l'Irlande, Lewis et Harris et Skye). Elle mesure 81 kilomètres de longueur du nord au sud et 42 kilomètres dans sa plus grande largeur. Sa population est de 17 550 habitants principalement regroupés à Lerwick, seule agglomération de l'île et de l'archipel. 

## Géographie
Mainland peut se diviser grossièrement en quatre parties :
- South Mainland, la longue péninsule méridionale, au sud de Lerwick, un mélange de tourbières et des zones d'élevage. Elle comprend de nombreux sites archéologiques.
  - Bigton
  - Sandwick
  - Scalloway
  - Sumburgh
- Central Mainland, la partie centrale de l'île qui comprend le plus de terres fermières et des plantations forestières.
- West Mainland 
  - Aith
  - Walls
- North Mainland - avec en particulier la grande péninsule Northmavine, relié à Mainland par un isthme à Mavis Grind - est sauvage avec de nombreuses tourbières et une côte composée de falaises. Le  North Mainland comprend Sullom Voe, son terminal pétrolier est une des principaux fournisseur d'emploi des îliens.
  - Brae
  - North Roe
  - Vidlin

## Phares
Il y a plusieurs phares du Northern Lighthouse Board érigés pour la navigation entre l'île d'Yell et Mainland.

## Monuments préhistoriques
L'île comporte plusieurs brochs ainsi que quelques tombes préhistoriques et des menhirs comme ceux de Troswick et de Tingwall.

## Référence
- (en) Cet article est partiellement ou en totalité issu de l’article de Wikipédia en anglais intitulé « Mainland, Shetland » (voir la liste des auteurs).